# Jacopo Sala
 (janvier 2021).
Jacopo Sala est un footballeur italien, né le 5 décembre 1991 à Alzano Lombardo dans la province de Bergame. Il évolue au poste de milieu offensif.

## Palmarès
Vierge

## Statistiques
| Saison                | Club                   | Championnat           | Championnat | Championnat | Coupe(s) nationale(s) | Coupe(s) nationale(s) | Total | Total |
| Saison                | Club                   | Division              | M.          | B.          | M.                    | B.                    | M.    | B.    |
| 2011-2012             | Hambourg SV            | Bundesliga            | 13          | 1           | -                     | -                     | 13    | 1     |
| 2012-2013             | Hambourg SV            | Bundesliga            | 8           | 0           | -                     | -                     | 8     | 0     |
| Sous-total            | Sous-total             | Sous-total            | 21          | 1           | 0                     | 0                     | 21    | 1     |
| 2013-2014             | Hellas Vérone          | Serie A               | 15          | 1           | 2                     | 0                     | 17    | 1     |
| 2014-2015             | Hellas Vérone          | Serie A               | 16          | 2           | -                     | -                     | 16    | 2     |
| 2015-2016             | Hellas Vérone          | Serie A               | 18          | 0           | 1                     | 0                     | 19    | 0     |
| Sous-total            | Sous-total             | Sous-total            | 49          | 3           | 3                     | 0                     | 52    | 3     |
| 2015-2016             | Sampdoria Gênes (prêt) | Serie A               | 5           | 0           | -                     | -                     | 5     | 0     |
| Sous-total            | Sous-total             | Sous-total            | 5           | 0           | 0                     | 0                     | 5     | 0     |
| Total sur la carrière | Total sur la carrière  | Total sur la carrière | 75          | 4           | 3                     | 0                     | 78    | 4     |